# Чойи, Сомен
Сомен Альфред Чойи (англ. Somen Alfred Tchoyi; родился 29 марта 1983, Дуала) — камерунский футболист, центральный полузащитник и плеймейкер. Выступал за сборную Камеруна.

## Клубная карьера
Чойи начал карьеру в камерунском клубе «Юнион Дуала». В 2005 году перешёл в норвежский «Одд Гренланд». Через год перешёл в клуб «Стабек» за 3 млн норвежских крон (около £250 тыс.).
С 2008 по 2010 годы выступал за австрийский «Ред Булл» из Зальцбурга.
Летом 2010 года в британских СМИ появились слухи об интересе к камерунцу со стороны ряда клубов Премьер-лиги: «Блэкберн Роверс», «Фулхэма» и «Вулверхэмптона», но 20 августа 2010, когда футболист получил разрешение на работу в Англии, его трансфер выкупил «Вест Бромвич Альбион». 29 августа 2010 года Чойи дебютировал за «дроздов» в матче с «Ливерпулем». Свой первый гол за клуб камерунец забил в матче против «Манчестер Юнайтед» на «Олд Траффорд» 16 октября 2010 года. 27 октября он вновь отличился забитым мячом, на этот раз — в матче Кубка Футбольной лиги против «Лестер Сити». 27 ноября Чойи забил гол в ворота «Эвертона». В последнем туре Премьер-лиги 2010/11 камерунец сделал хет-трик в ворота «Ньюкасл Юнайтед» на «Сент-Джеймс Парк», вырвав ничью в матче, который «дрозды» проигрывали со счётом 0:3.

## Карьера в сборной
Чойи дебютировал в национальной сборной Камеруна в 2008 году в матче против сборной Кабо-Верде, забив гол в этой встрече.